# Kurzwellensender Schwarzenburg

Kurzwellensender Schwarzenburg (1947)

Radiosender Schwarzenburg: Aussenansicht des Sendergebäudes, auf dem Dach Wachhaus und Soldat mit Helm und Gewehr, etwa 1942

Der Kurzwellensender Schwarzenburg war eine Sendeanlage der Schweizer Post-, Telefon- und Telegrafenbetriebe.
Der Kurzwellensender der Post-, Telefon- und Telegrafenbetriebe in Schwarzenburg BE sendete von 1939 bis 1998 für den Auslandrundfunk Schweizer Radio International. Zudem wurde er für die Punkt zu Punkt-Verbindung für Telefonieverbindungen mit dem Ausland im Zeitraum von 1940 bis 1980 (mit Empfangsstation in Châtonnaye) genutzt. Zusätzlich diente er als Berna Radio für Flugfunkverbindungen von 1972 bis 1985. Bei Bedarf wurden auch Rundfunksendungen für das IKRK gesendet.
Die Anlage wurde aufgegeben und der Sendebetrieb für SRI über andere Sender abgewickelt, nachdem sich in der Bevölkerung von Schwarzenburg erhebliche Gesundheitsprobleme (elektromagnetische Umweltverträglichkeit) aufgrund der starken Feldstärken ergeben haben. Die Sender wurden nach Nordkorea verkauft und die Antennenmasten gesprengt. Das Gebäude dient als Depot des Museum für Kommunikation Bern.